# Playas de Sovalle, Valle y Niembro
La playa de  Sovalle forma parte de un conjunto de tres playas contiguas que se funden en bajamar, llamadas playas de Sovalle, Valle y Niembro, también conocida como playa de Toranda. La playa de Sovalle es más un pedrero con forma de concha que pone fin a la sucesión de las mencionadas playas. Se encuentra en la localidad de Llames de Pría, en la desembocadura del río Guadamía, que es el que marca el límite entre Llanes y Ribadesella (Asturias, España).
Se enmarca en las playas de la Costa Verde Asturiana y está considerada paisaje protegido,  desde el punto de vista medioambiental (por su vegetación y también por sus características geológicas). Por este motivo está integrada en el Paisaje Protegido de la Costa Oriental de Asturias.

## Descripción
Esta playa (que desaparece en marea alta), al igual que sus contiguas pertenece a la localidad de Niembro, en el municipio de Llanes, presenta forma de concha, y se accede a ella por la playa de Niembro (con una longitud de unos 300 metros y una anchura de 100 metros), ubicándose la playa de Valle (de unos 120 metros de longitud y 25 metros de anchura, y que también tiene forma de concha) entre las otras dos. Las playas de Valle y Sovalle están situadas en el extremo occidental de la ensenada de Niembro, al abrigo del cabo Prieto.
Estas dos playas no cuentan con ningún servicio, ni siquiera se realiza su limpieza.
Las tres playas se encuentran dentro del Paisaje Protegido de la Costa Oriental y en sus cercanías se localiza un sistema de dunas eólicas.
Pueden observarse afloramientos rocosos sobre la arena blanca en las playas de Sovalle y Valle. Presentan un muy bajo grado de urbanización y tan solo la de Niembro, que es la de más fácil acceso, presenta un grado medio de ocupación frente al grado bajo de las otras dos.
La playa de Toranda (Niembro), de arena blanca y fina, posee una forma rectilínea y abierta, y destaca de las otras dos por presentar servicios, aseos, duchas, agua potable, vigilancia diaria y quioscos de refrescos. Se ubica entre el cabo Prieto y la punta La Boriza y obtuvo la bandera azul en 1997.